# Faro de Luarca
El faro de Luarca se encuentra en la localidad de Luarca, en el concejo asturiano de Valdés (España). Está gestionado por la autoridad portuaria de Avilés.

## Historia
Construido en el año 1862 en una atalaya en la punta denominada Focicón. Se trata de una construcción formada por la casa del farero y la torre del faro anexa. La torre es cuadrada.